# فيليب مولر (كاتب)
فيليب مولر (بالسلوفاكية: Filip Müller)‏ هو كاتب سلوفاكي، ولد في 3 يناير 1922 في سيريد في سلوفاكيا، وتوفي في 9 نوفمبر 2013.